# Eduard Vinokurov
Eduard Vinokurov (n. 30 octombrie 1942, Baijansai⁠(d), RSS Kazahă, URSS – d. 10 februarie 2010, Sankt Petersburg, Rusia) a fost un scrimer ce a reprezentat Uniunea Republicilor Sovietice Socialiste, medaliat olimpic. A participat la 3 ediții ale Jocurilor Olimpice (1968, 1972, 1976) în care a câștigat o medalie de aur.